# Октябрьско-Готнянское сельское поселение
Октя́брьско-Готня́нское се́льское поселе́ние — муниципальное образование в Борисовском районе Белгородской области России.
Административный центр — село Октябрьская Готня.

## История
Октябрьско-Готнянское сельское поселение образовано 20 декабря 2004 года в соответствии с Законом Белгородской области № 159. 6 мая 2013 года в соответствии с Законом Белгородской области № 195 из состава Октябрьско-Готнянского сельского поселения было выделено Краснокутское сельское поселение.

## Население
| 2010 | 2011  | 2012  | 2013  | 2014 | 2015 | 2016 | 2017 | 2018 |
| ---- | ----- | ----- | ----- | ---- | ---- | ---- | ---- | ---- |
| 1063 | ↘1059 | ↘1049 | →1049 | ↘478 | ↗492 | ↗502 | ↗516 | →516 |
| 2019 | 2020  | 2021  |       |      |      |      |      |      |
| ↘505 | ↘502  | ↘477  |       |      |      |      |      |      |

## Состав сельского поселения
| № | Населённый пункт  | Тип населённого пункта       | Население |
| - | ----------------- | ---------------------------- | --------- |
| 1 | Басов             | хутор                        | ↘49       |
| 2 | Кулиновка         | станция                      | ↗41       |
| 3 | Октябрьская Готня | село, административный центр | ↘336      |
| 4 | Федосейкин        | хутор                        | ↘62       |